# Ljusvattnet (Bureå socken, Västerbotten)
Ljusvattnet är en sjö i Skellefteå kommun i Västerbotten och ingår i Bureälven-Mångbyåns kustområde. Sjön är 4,5 meter djup, har en yta på 0,576 kvadratkilometer och befinner sig 43 meter över havet. Sjön avvattnas av vattendraget Gammbodbäcken.

## Delavrinningsområde
Ljusvattnet ingår i det delavrinningsområde (717058-176086) som SMHI kallar för Namn saknas. Medelhöjden är 53 meter över havet och ytan är 12,65 kvadratkilometer. Det finns inga avrinningsområden uppströms utan avrinningsområdet är högsta punkten. Gammbodbäcken som avvattnar avrinningsområdet har biflödesordning 2, vilket innebär att vattnet flödar genom totalt 2 vattendrag innan det når havet efter 19 kilometer. Avrinningsområdet består mestadels av skog (79 procent). Avrinningsområdet har 0,57 kvadratkilometer vattenytor vilket ger det en sjöprocent på 4,5 procent.